# Unidad de control de motor

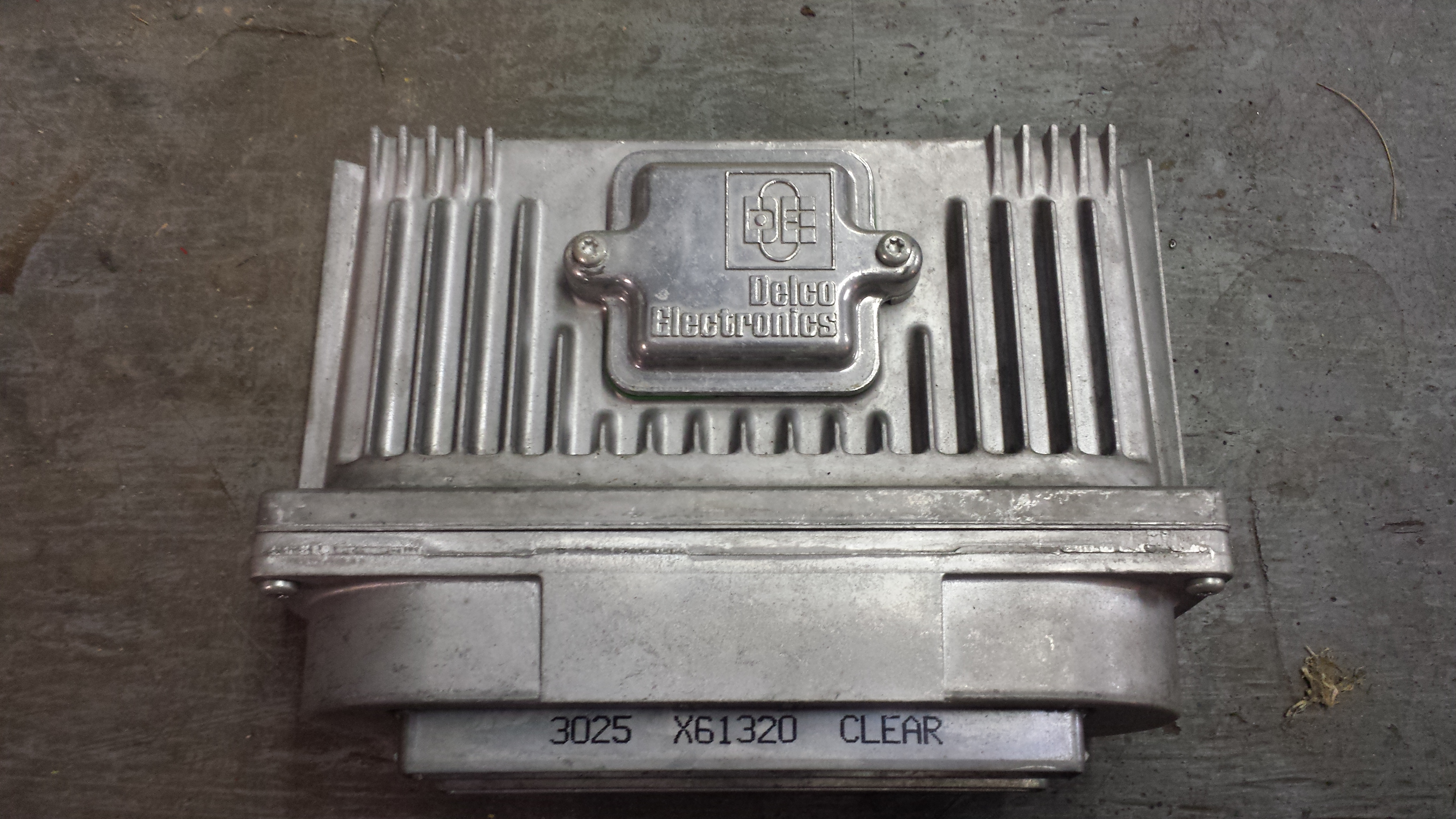
ECU de un Chevrolet Beretta de 1996.

Unidad de control de motor o ECU (sigla en inglés de engine control unit) es una unidad de control electrónico que administra varios aspectos de la operación de un motor de combustión interna. Las unidades de control de motor más simples solamente controlan la cantidad de combustible que es inyectado en cada cilindro en cada ciclo de motor. Las más avanzadas controlan el punto de ignición, el tiempo de apertura/cierre de las válvulas, el nivel de impulso mantenido por el turbocompresor y control de otros periféricos.
Las unidades de control de motor determinan la cantidad de combustible, el punto de ignición y otros parámetros monitorizando el motor a través de sensores. Estos incluyen: sensor MAP, sensor de posición del acelerador, sensor de temperatura del aire, sensor de oxígeno y muchos otros. Frecuentemente esto se hace usando un control repetitivo, como un controlador PID.
Antes de que las unidades de control de motor fuesen instaladas, la cantidad de combustible por ciclo en un cilindro estaba determinada por un carburador o por una bomba de inyección.

## Funciones

### Control de la inyección de combustible
Para un motor con inyección de combustible, una ECU determinará la cantidad de combustible que se inyecta basándose en un cierto número de parámetros. Si el acelerador está presionado a fondo, el ECU abrirá ciertas entradas que harán que la entrada de aire al motor sea mayor. La ECU inyectará más combustible según la cantidad de aire y la presión de la gasolina que esté pasando al motor. Si el motor no ha alcanzado la temperatura suficiente, la cantidad de combustible inyectado será mayor, haciendo que la mezcla sea más rica hasta que el motor esté caliente.

### Control del tiempo de ignición
Un motor de ignición de chispa necesita para iniciar la combustión una chispa en la cámara de combustión. Una ECU puede ajustar el tiempo exacto de la chispa, llamado tiempo de ignición, para proveer una mejor potencia y un menor gasto de combustible. Si la ECU detecta un picado de bielas en el motor y "analiza" que esto se debe a que el tiempo de ignición se está adelantando al momento de la compresión, ralentizará (retardará) el tiempo en el que se produce la chispa para prevenir la situación.
Una segunda y más común causa que debe detectar este sistema, es cuando el motor gira a muy bajas revoluciones para el trabajo que se le está pidiendo al coche. Este caso se resuelve impidiendo a los pistones moverse hasta que no se haya producido la chispa, evitando así que el momento de la combustión se produzca cuando los pistones ya han comenzado a expandir la cavidad, pero esto último solamente se aplica a vehículos con transmisión manual. La ECU en vehículos de transmisión automática simplemente se encargará de reducir el movimiento de la transmisión.

### Control de la distribución de válvulas
Algunos motores poseen distribución de válvulas variable. En estos motores la ECU controla el tiempo en el ciclo de motor en el que las válvulas se deben abrir. Las válvulas se abren normalmente más tarde a mayores velocidades que a menores velocidades. Esto puede optimizar el flujo de aire que entra en el cilindro, incrementando la potencia  evitando la mala combustión de combustible, por lo tanto, esto falla.

## Unidades programables
Una categoría especial de unidades de control de motor son aquellas que son programables. Estas unidades no tienen un comportamiento prefijado y pueden ser reprogramadas por el usuario. E la Unidad de control encontramos microprocesadores donde hará todos los cálculos, para así hacer todas las gestiones en su salida y controlar los actuadores.
Las ECUs programables son requeridas en situaciones en las que las modificaciones después de la venta son importantes para el comportamiento final del motor. Entre estas situaciones se incluyen la instalación o cambio del turbocompresor, intercooler, tubo de escape, o cambio a otro tipo de combustible. Como consecuencia de estos cambios, la antigua ECU puede que no provea de un control apropiado con la nueva configuración. En estas situaciones, una ECU programable es la solución. Estas pueden ser programadas/mapeadas conectadas a un computadora portátil mediante un cable USB, mientras el motor está en marcha.
La unidad de control de motor programable debe controlar la cantidad de combustible a inyectar en cada cilindro. Esta cantidad varía dependiendo en las rpm del motor y en la posición del pedal de aceleración, o bien, la presión del colector de aire. El controlador del motor puede ajustar esto mediante una hoja de cálculo dada por el portátil en la que se representan todas las intersecciones entre valores específicos de las rpm y de las distintas posiciones del pedal de aceleración. Con esta hoja de cálculo se puede determinar la cantidad de combustible que es necesario inyectar.
Modificando estos valores mientras se monitoriza el escape utilizando un sensor de oxígeno, o sonda lambda, se observa si el motor funciona de una forma más eficiente o no; de esta forma encuentra la cantidad óptima de combustible a inyectar en el motor para cada combinación de rpm y posición del acelerador. Este proceso es frecuentemente llevado a cabo por un dinamómetro, dándole al manejador del combustible un entorno controlado en el que trabajar.
Otros parámetros que son usualmente mapeados son:
- Ignición: Define cuando la bujía debe disparar la chispa en el cilindro.
- Límite de revoluciones: Define el máximo número de revoluciones por minuto que el motor puede alcanzar. Más allá de este límite se corta la entrada de combustible.
- Correcta temperatura del agua: Permite la adición de combustible extra cuando el motor está frío, como un estrangulador.
- Alimentación de combustible temporal: Le dice a la ECU que es necesario un mayor aporte de combustible cuando el acelerador es presionado.
- Modificador de baja presión en el combustible: Le dice a la ECU que aumente el tiempo en el que actúa la bujía para compensar una pérdida en la presión del combustible.
- Sensor de oxígeno (sensor lambda): Permite que la ECU posea datos permanentes del escape y así modifique la entrada de combustible para conseguir una combustión ideal.
- Sensor de temperatura en el motor: Al llegar a determinada temperatura, la ECU detiene el motor para evitar la deformación de sus partes interiores debido al punto de fundición de los metales que lo constituyen.

Algunas de las unidades de carreras más avanzadas, incluyen funcionalidades como control de salida, limitación de la potencia del motor en la primera marcha para evitar la rotura de éste, etc. Otros ejemplos de funciones avanzadas son:
- Control de pérdidas: Configura el comportamiento del wastegate del turbo, controlando la presión de impulso ("boost").
- Inyección Banked: Configura el comportamiento del doble de inyectores por cilindro, usado para conseguir una inyección de combustible más precisa y para atomizar en un alto rango de rpm.
- Tiempo variable de levas: Le dice a la ECU como controlar las variables temporales en las levas de entrada y escape.
- Control de marchas.

Una ECU de carreras frecuentemente se equipa con un dispositivo de almacenamiento que graba los valores de todos los sensores para un posterior análisis usando un software especial en un ordenador. Esto puede ser muy útil para la puesta a punto del vehículo y se consigue con la observación de los datos buscando anomalías en los datos o comportamientos de las ECUs. El almacenamiento de estos dispositivos que graban los datos, suele rondar entre los 0.5 y 16 megabytes.
Para conseguir la comunicación con el conductor, una ECU de carreras puede estar conectada a un "pila de datos", que es un pequeño guion de a bordo en el que el conductor puede ver las actuales rpm, velocidad y otros datos básicos del motor. Estas zonas de almacenamiento, son mayoritariamente digitales y se comunican con la ECU utilizando uno de los muchos protocolos entre los que se encuentran RS-232, CAN bus.

## ECUflashing
Muchos coches recientes, fabricados en 1996 o posteriores, usan Ecus OBD-II, que son capaces de cambiar su programación a través de un puerto OBD. Entusiastas del motor con coches modernos aprovechan las ventajas de esta tecnología modificando sus motores. En lugar de utilizar un nuevo sistema de control de motor, uno puede utilizar el software apropiado para ajustar la antigua ECU. Haciendo esto, es posible mantener todas las funciones y el cableado mientras se utilizan ciertos programas de modificación de parámetros. Esto no debe ser confundido con el chip tuning, en el que el propietario tiene una ECU de memoria de solo lectura (ROM) físicamente remplazada por una distinta - este caso no requiere modificación de hardware (normalmente), aunque un equipamiento especial, si es necesario.
Los sistemas de control del motor de fábrica frecuentemente poseen las mismas funcionalidades que unidades que no vienen de serie creadas para carreras, como por ejemplo tiempo de inyección multidimensional, en función de las variables de entrada y mapas de control de combustible. Generalmente, no tienen la habilidad de controlar dispositivos extras auxiliares, como el control de distribución de válvulas si el coche de fábrica tenía una geometría fija en el árbol de levas o si el control de arranque no poseía turbocompresor.

## Historia

### Primeros diseños
Uno de los primeros intentos de utilizar un dispositivo unificado y automatizado para manejar, simultáneamente, las funciones de control del motor fue el "Kommandogerät" creado por BMW en 1939, para su motor radial de aviación de 14 cilindros 801. Este dispositivo reemplazaba los 6 controles utilizados para iniciar la aceleración dura con un control en el avión equipado de serie 801. Sin embargo, tenía algunos problemas: aceleraba el motor, haciendo el vuelo en formación cercana del Fw 190 (Focke-Wulf Fw 190 Wurger), un avión de caza alemán de un solo motor, un solo asiento, algo difícil, y al principio cambiaba engranajes de supercargador duramente y al azar, lo cual podía lanzar el avión en un peligroso y extremo paro.
En los 1970s, el desarrollo de los circuitos integrados y microprocesadores hizo, económicamente factible, el control de motor. En el principio de los 1970s, la industria electrónica japonesa comenzó produciendo circuitos integrados y microcontroladores para el control de motor en automóviles japoneses. El sistema Ford EEC (Electronic Engine Control), el cual utilizaba el microprocesador Toshiba TLCS-12, estuvo en producción en masa en 1975.

### Diseño híbrido digital
El modelo híbrido digital fue popular en la mitad de los años 1980. Este utilizaba técnicas analógicas para tomar medidas y procesaba los parámetros de entrada del motor, luego usaba una tabla de consulta almacenada en una memoria de solo lectura para obtener los valores de salida. Sistemas posteriores procesarían estas salidas dinámicamente. Este tipo de sistemas con memoria de solo lectura son fáciles de modificar si uno conoce bien el sistema. La desventaja de estos sistemas es que los valores preprocesados son solo óptimos para un nuevo motor ideal. Este sistema no tiene la eficiencia de un sistema basado en una unidad central de procesamiento.
Los sistemas de control de motor sofisticados reciben entradas de otras fuentes y controlan más partes del motor; como por ejemplo, los sistemas de control del tiempo de distribución de válvulas son controlados electrónicamente así como el funcionamiento del turbocompresor. Estos además se deben comunicar con las unidades de control de transmisión o directamente con la interfaz que controla la transmisión de forma automática, sistemas de control de tracción y más sistemas con funciones similares. El cable CAN (controller area network) es frecuentemente utilizado para conseguir la comunicación entre estos dispositivos.

### Unidades modernas
ECUs modernas utilizan un microprocesador que puede procesar las entradas de los sensores del motor en tiempo real. Una unidad de control electrónico contiene el hardware y el software (firmware). El hardware consiste en un conjunto de componentes electrónicos que van sobre una placa (PCB). El principal componente de este circuito en tabla es un chip microcontrolador. El software está almacenado en el microcontrolador o en otros chips de la PCB, generalmente en memorias EPROM o en memorias flash; es por ello que la CPU puede ser reprogramada actualizando el software de estas o cambiando los circuitos integrados.
Las unidades de control de motor modernas a veces incluyen control de velocidad.

## Otras aplicaciones
Algunos sistemas que se usan en algunos motores de combustión también pueden tener otras aplicaciones. Como por ejemplo en aeronáutica, en los sistemas conocidos como "FADEC" (full authority digital engine controls). Este tipo de control electrónico es menos común en aeroplanos de motor de pistones que en automóviles, debido al alto coste que requieren los certificados que permiten que estas piezas puedan ser usadas para la aviación, a esto se le añade una baja demanda y la consecuente innovación tecnológica del mercado. Además, un motor de carburador con una ignición magnética y un sistema de alimentación de combustible basado en la gravedad no requiere ninguna potencia electrónica para funcionar, lo que es un bonus en el tema de seguridad.